# Leptanilla voldemort
Leptanilla voldemort (лат.) — вид мелких слепых муравьёв рода Leptanilla из подсемейства Leptanillinae (Formicidae). Австралия. Видовой эпитет отсылает к волшебнику Волдеморту, персонажу серии романов о Гарри Поттере.

## Этимология
Видовой эпитет L. voldemort отдаёт дань уважения антагонисту из серии романов о Гарри Поттере, лорду Волдеморту (Волан-де-Морту), «страшному волшебнику, который, как и новый муравей, стройный, бледный и процветает в темноте».

## Распространение и экология
Встречается в западной части Австралии (штат Западная Австралия, Pilbara, Newman; 22°44’S, 119°02’E; на высоте около 575 м). Два рабочих муравья Leptanilla voldemort были собраны с жарких лугов на северо-западе Пилбары, региона, характеризующегося очень жарким летом (средний максимум 36-39 °C), низкими зимними минимумами (средний минимум 6—12 °C), низким среднегодовым количеством осадков (200—350 мм) и высоким испарением (среднегодовое потенциальное испарение 3200-4000 мм). Оба типовых экземпляра муравьёв были собраны из буровой скважины глубиной 25 м с использованием метода подземного скребка, при котором утяжелённый сачок опускался в основание скважины и четыре раза протаскивался обратно на поверхность по стенке скважины. Другие данные по экологии отсутствуют.

## Описание

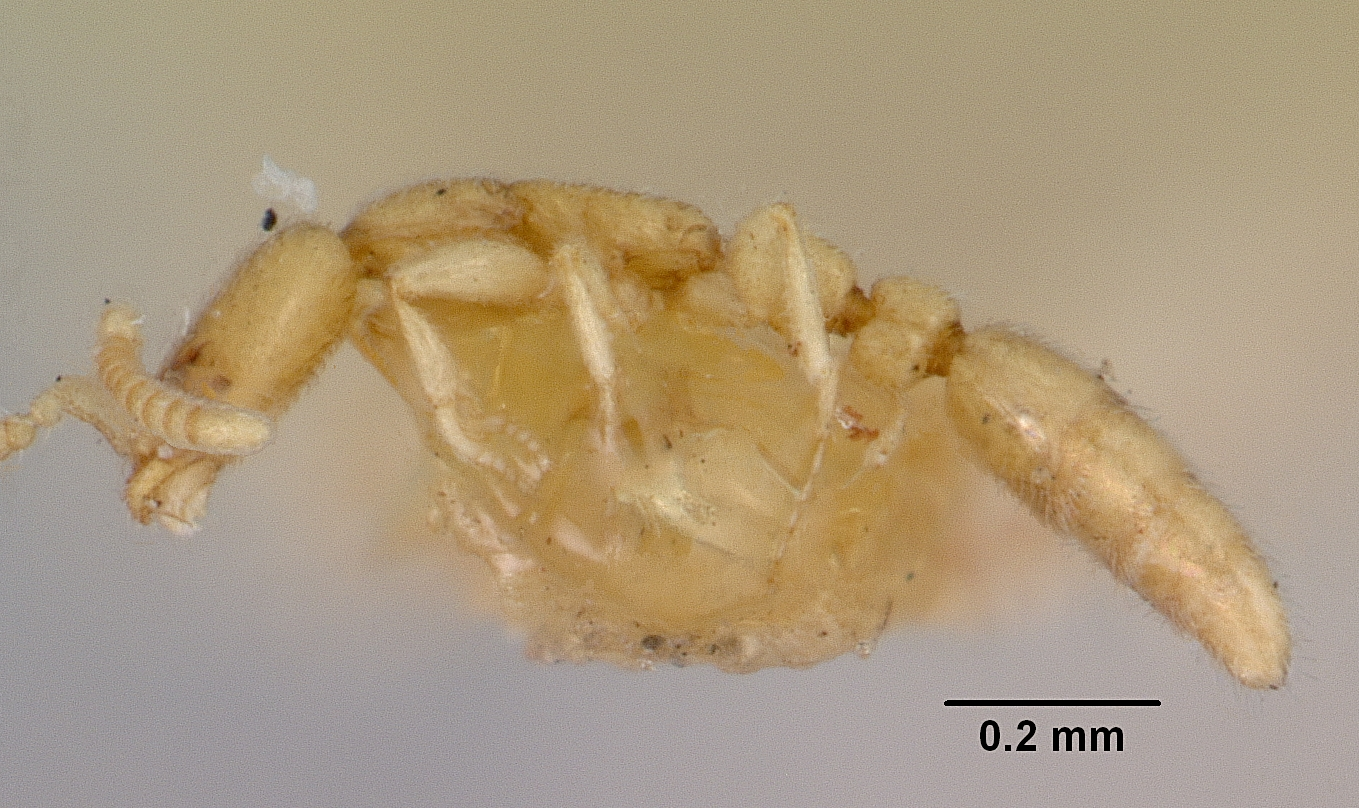
Сходный вид Leptanilla swani из Австралии

Муравьи мелкого размера (около 2 мм) жёлтоватого цвета, очень стройные с длинными тонкими ногами и усиками, рабочие слепые (самки и самцы не обнаружены). Усики 12-члениковые. Голова длиннее своей ширины (головной индекс CI = 73—75). При виде анфас задний край головы слабо вогнут. Боковые края головы слабо выпуклые. Глаза отсутствуют. Стебелёк между грудью и брюшком у рабочих состоит из двух удлинённых узловидных члеников (петиоль и постпетиоль), которые вместе равны по длине длине груди. Скульптура отсутствует. Большая часть тела матовая и блестящая. Опушение присутствует на большей части тела, особенно на усиках и ногах, но редкое или отсутствует на проподеуме и метасоме. Многочисленные от субпрямостоячих до прямостоячих волосков на дорсальной и вентральной поверхностях переднеспинки, головы и мандибул. Длинные базальные и субапикальные волоски на мандибулах. Окраска от бледно-золотистого до янтарного, немного светлее на конечностях.
L. voldemort легко отличается от единственного другого австралийского вида лептаниллин, Leptanilla swani Wheeler, 1932, который, очевидно, является симпатриком L. voldemort. Во-первых, у L. voldemort отчётливо удлинённые мандибулы (MI = 75—81) и антенны (SI = 128—139), в то время как у L. swani эти придатки более толстые и короткие (MI = 44—56, SI = 59—74). Во-вторых, L. voldemort обладает метасомальными сегментами, которые в два-четыре раза длиннее ширины (PI = 25, PPI = 39), тогда как у L. swani эти сегменты почти такие же длинные, как ширина (PI = 56—70, PPI = 83—100). Наконец, L. voldemort (WL = 0,59—0,61 мм) крупнее, чем L. swani (WL = 0,35—0,45 мм). В целом, грацильный худощавый фенотип L. voldemort является отличительным среди представителей рода Leptanilla, за исключением Leptanilla laventa Griebenow, Moradmand & Isaia, 2022, вида, описанного из Ирана. В частности, удлинённые усики и петиоль рабочих у L. voldemort (SI = 128—139, PI = 25) и L. laventa (SI = 160—163, PI = 29—32) не наблюдаются у других видов Leptanilla (SI<100, PI>31). Тем не менее, рабочих L. voldemort можно отличить от рабочих L. laventa на основании нескольких ключевых морфологических различий. Во-первых, при дорсальном виде форма петиоля и постпетиоля у L. voldemort заметно более вытянута (PI = 25; PPI = 39), чем у L. laventa (PI = 29—32; PPI = 59—64,7). Во-вторых, при виде сбоку проподеальный выступ у L. voldemort сильно выпуклый и отчётливо угловатый, тогда как у L. laventa он слабо выпуклый и плавно закруглённый. В-третьих, при виде анфас ось базального мандибулярного зубца L. voldemort простирается почти перпендикулярно мандибулярному краю, а вершина зуба образует угол 80—90° с медиальным мандибулярным краем, тогда как у L. laventa базальный зуб рекурвирован, а вершина зуба образует угол 60—70° с медиальным мандибулярным краем. Наконец, L. voldemort (WL = 0,59—0,61 мм) меньше по размеру, чем L. laventa (WL = 0,74—0,85 мм).